# Liste von Werken des Origenes

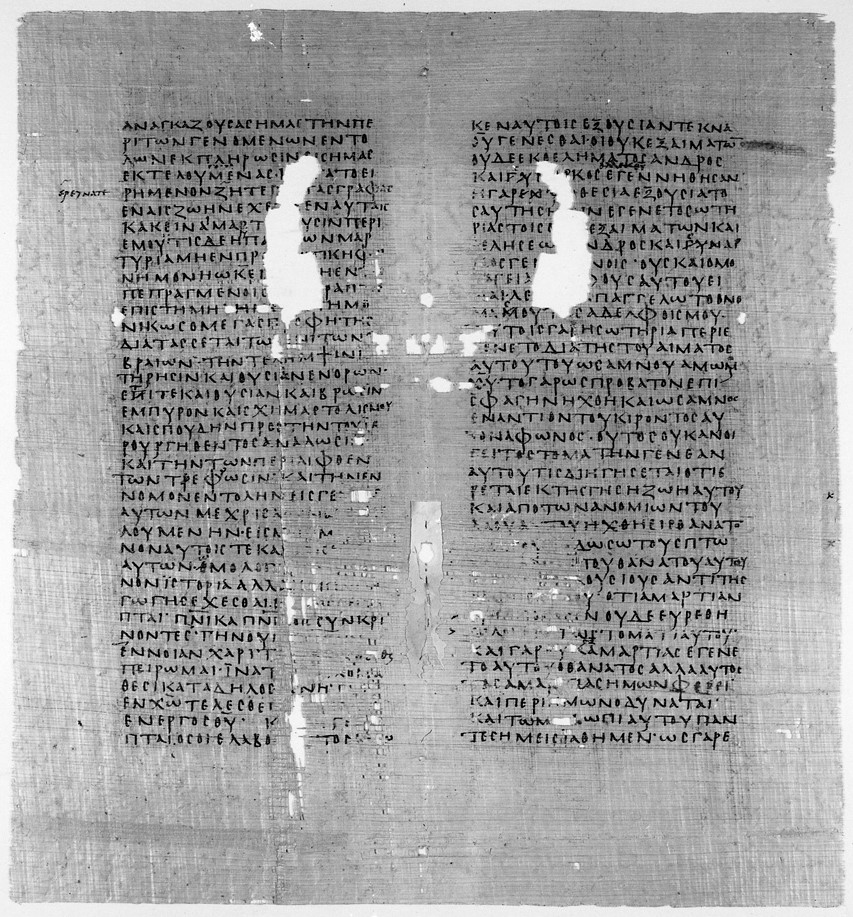
Ein Doppelblatt aus Codex I der Tura-Papyri, dem einzigen Textzeugen von Origenes’ Schrift „Über das Pascha“ (Ägyptisches Museum Kairo, JE 88746)

Die Liste von Werken des Origenes stellt kritische Ausgaben des griechischen und lateinischen Textes zusammen, die von den Schriften des kaiserzeitlichen christlichen Philosophen und Bibelkommentators Origenes veröffentlicht wurden.

## Textüberlieferung
Die Überlieferung seines großen Oeuvres war dadurch erheblich erschwert, dass Origenes in Kanon 11 des Zweiten Konzils von Konstantinopel (553) als Häretiker gebrandmarkt wurde. Es ging dabei zwar weniger um Origenes’ eigene Lehren als um die Weiterentwicklung, die sie im ägyptischen und palästinischen Mönchtum genommen hatten. Aber das Ergebnis war, dass Werke des Origenes in der Regierungszeit Justinians vernichtet wurden. Der bis dahin breite Überlieferungsstrom brach daher im 6. Jahrhundert fast ab. Hubertus Drobner schreibt: Nach dem Traktat Justinians gegen Origenes (543) „konfiszierte und vernichtete die kaiserliche Polizei alle origenischen Schriften, deren sie habhaft werden konnte, worauf die heutige so lückenhafte Quellenlage zurückgeht.“
Ein Beispiel sind die Tura-Papyri, die 1941 in Tura südlich von Kairo beim Ausräumen eines antiken Steinbruchs ans Licht kamen. Mönche eines benachbarten Klosters hatten im Kontext des Konzils von 553 Schriften der dort für häretisch erklärten Autoren Origenes und Didymus der Blinde im Steinbruch deponiert, darunter Codex I mit zwei bislang unbekannten Schriften des Origenes: „Über das Pascha“ (De pascha) und „Gespräch mit Herakleides“ (Dialogus cum Heracleide).

## Moderne Editionen
Kritische Ausgaben des griechischen und lateinischen Texts von Schriften des Origenes erschienen in den Reihen Die Griechischen Christlichen Schriftsteller und (mit französischer Übersetzung) Sources Chrétiennes, sowie (mit deutscher Übersetzung) in der Reihe Fontes Christiani. Im Jahr 2008 wurde die von Alfons Fürst geleitete Arbeitsstelle Origenes an der Katholisch-Theologischen Fakultät Münster gegründet; seit 2009 erscheint die von Fürst zusammen mit Christoph Markschies herausgegebene, auf 25 Bände in 45 Teilbänden angelegte Reihe Origenes Werke mit deutscher Übersetzung (OWD) als Gemeinschaftsproduktion der Verlage Herder und de Gruyter sowie der Münsteraner Arbeitsstelle Origenes. Ebenfalls beteiligt ist die Berlin-Brandenburgische Akademie der Wissenschaften, die das Editionsprojekt Die alexandrinische und antiochenische Bibelexegese in der Spätantike betreut.
| Abk.              | Titel deutsch                                          | Die Griechischen Christlichen Schriftsteller | Sources Chrétiennes | Fontes Christiani | Origenes, Werke mit deutscher Übersetzung                                                                   | Editionen außerhalb von Reihen (Auswahl) |
| ----------------- | ------------------------------------------------------ | --- | --- | --- | --- | --- |
| in Gen. frg.      | Kommentierung des Buches Genesis (Fragmente)           | | | | Die Kommentierung des Buches Genesis, hrsg. von Karin Metzler, Berlin / Boston 2010.                        | |
| in Gen. hom.      | Homilien zum Buch Genesis                              | Homilien zum Hexateuch in Rufins Übersetzung. Erster Teil: Die Homilien zu Genesis, Exodus und Leviticus, hrsg. von Wilhelm Baehrens (GCS 29), Leipzig 1920. | Homélies sur la Genèse, introduction de Henri de Lubac / Louis Doutreleau, texte latin, traduction et notes de Louis Doutreleau, Paris 21976 | | Die Homilien zum Buch Genesis, hrsg. von Peter Habermehl, Berlin / Boston 2011.                             | |
| in Ex. frg.       | Kommentierung des Buchs Exodus (Fragmente)             | | | | | |
| in Ex. hom.       | Homilien zum Buch Exodus                               | Homilien zum Hexateuch in Rufins Übersetzung. Erster Teil: Die Homilien zu Genesis, Exodus und Leviticus, hrsg. von Wilhelm Baehrens (GCS 29), Leipzig 1920. | Homélies sur l’Exode, texte latin, introduction, traduction et notes par Marcel Borret, Paris 1985. | | (geplant)                                                                                                   | |
| in Lev. frg.      | Kommentierung des Buchs Levitikus (Fragmente)          | | | | | |
| in Lev. hom.      | Homilien zum Buch Levitikus                            | Homilien zum Hexateuch in Rufins Übersetzung. Erster Teil: Die Homilien zu Genesis, Exodus und Leviticus, hrsg. von Wilhelm Baehrens (GCS 29), Leipzig 1920. | Homélies sur le Lévitique. Tome I (Homélies I–VII); Tome II (Homélies VIII–XVI), texte latin, introduction, traduction, notes et index par Marcel Borret, Paris 1981. | | Die Homilien zum Buch Levitikus, hrsg. von Agnethe Siquans, Berlin / Boston 2022.                           | |
| in Num. frg.      | Kommentierung des Buchs Numeri (Fragmente)             | | | | | |
| in Num. hom.      | Homilien zum Buch Numeri                               | Homilien zum Hexateuch in Rufins Übersetzung. Zweiter Teil: Die Homilien zu Numeri, Josua und Judices, hrsg. von Wilhelm Baehrens (GCS 30), Leipzig 1921. | Homélies sur les Nombres. I. Homélies I–X; II. Homélies XI–XIX; III. Homélies XX–XXVIII, texte latin de Wilhelm Baehrens (GCS.), nouvelle édition par Louis Doutreleaud après l’édition d’André Méhat et les notes de Marcel Borret, Paris 1996. 1999. 2001. | | (geplant)                                                                                                   | |
| in Dtn. frg.      | Kommentierung des Buchs Deuteronomium (Fragmente)      | | | | | |
| in Ios. hom.      | Homilien zum Buch Josua                                | Homilien zum Hexateuch in Rufins Übersetzung. Zweiter Teil: Die Homilien zu Numeri, Josua und Judices, hrsg. von Wilhelm Baehrens (GCS 30), Leipzig 1921. | Homélies sur Josué, texte latin, introduction, traduction et notes de Annie Jaubert, Paris 1960. | | Die Homilien zum Buch Josua, hrsg. von Alfons Fürst und Marietheres Döhler, Berlin / Boston 2021.           | |
| in Iud. hom.      | Homilien zum Buch der Richter                          | Homilien zum Hexateuch in Rufins Übersetzung. Zweiter Teil: Die Homilien zu Numeri, Josua und Judices, hrsg. von Wilhelm Baehrens (GCS 30), Leipzig 1921. | Homélies sur les Juges, texte de la version latine de Rufin, introduction, traduction, notes et index par Pierre Messié, Luc Neyrand, Marcel Borret, Paris 1993. | | (geplant)                                                                                                   | |
| in Regn. frg.     | Kommentierung der Bücher Samuel und Könige (Fragmente) | Jeremiahomilien. Klageliederkommentar. Erklärung der Samuel- und Königsbücher, hrsg. von Erich Klostermann (GCS 6), Leipzig 1901; hrsg. von Pierre Nautin, Berlin 21983. | | | | |
| in Regn. hom.     | Homilien zum 1. Buch Samuel                            | Homilien zu Samuel I, zum Hohelied und zu den Propheten. Kommentar zum Hohenlied in Rufins und Hieronymus’ Übersetzungen, hrsg. von Wilhelm Baehrens (GCS 33), Leipzig 1925. | Homélies sur Samuel, édition critique, introduction, traduction et notes par Pierre et Marie-Thérèse Nautin, Paris 1986. | | Die Homilien zum Ersten Buch Samuel, hrsg. von Alfons Fürst, Berlin / Boston 2014.                          | |
| in Ps. prol. frg. | Prologe zu den Psalmen (Fragmente)                     | | | | (geplant)                                                                                                   | |
| sel. in Ps.       | Kommentierung der Psalmen (Fragmente)                  | | | | (geplant)                                                                                                   | |
| in Ps. hom.       | Homilien zu den Psalmen                                | Die neuen Psalmenhomilien: Eine kritische Edition des Codex Monacensis Graecus 314, hrsg. von Lorenzo Perrone (GCS N. F. 19), Berlin / Boston 2015. | Homélies sur les Psaumes 36 à 38, texte critique établi par Emanuela Prinzivalli, introduction, traduction et notes par Henri Crouzel, Luc Bré́sard, Paris 1995. | | (geplant)                                                                                                   | |
| in Cant. comm.    | Kommentar zum Hohelied                                 | | Commentaire sur le Cantique des Cantiques I. II, texte de la version latine de Rufin, introduction, traduction, notes et index par Luc Brésard, Henri Crouzel avec la collaboration de Marcel Borret, Paris 1991. 1992. | | Der Kommentar zum Hohelied, hrsg. von Alfons Fürst und Holger Strutwolf, Berlin / Boston 2016.              | |
| in Cant. hom.     | Homilien und Fragmente zum Hohelied                    | Homilien zu Samuel I, zum Hohelied und zu den Propheten. Kommentar zum Hohenlied in Rufins und Hieronymus’ Übersetzungen, hrsg. von Wilhelm Baehrens (GCS 33), Leipzig 1925. | Homélies sur le Cantique des Cantiques, introduction, traduction et notes de Olivier Rousseau, Paris 21966. | | Die Homilien und Fragmente zum Hohelied, hrsg. von Alfons Fürst und Holger Strutwolf, Berlin / Boston 2016. | |
| in Is. frg.       | Kommentierung des Buchs Jesaja (Fragmente)             | | | | | |
| in Is. hom.       | Homilien zum Buch Jesaja                               | Homilien zu Samuel I, zum Hohelied und zu den Propheten. Kommentar zum Hohenlied in Rufins und Hieronymus’ Übersetzungen, hrsg. von Wilhelm Baehrens (GCS 33), Leipzig 1925. | | | Die Homilien zum Buch Jesaja, hrsg. von Alfons Fürst und Christian Hengstermann, Berlin / Boston 2009.      | |
| in Hier. frg.     | Kommentierung des Buchs Jeremia (Fragmente)            | | | | | |
| in Hier. hom.     | Homilien zum Buch Jeremia                              | Jeremiahomilien. Klageliederkommentar. Erklärung der Samuel- und Königsbücher, hrsg. von Erich Klostermann (GCS 6), Leipzig 1901; hrsg. von Pierre Nautin, Berlin 21983 Homilien zu Samuel I, zum Hohelied und zu den Propheten. Kommentar zum Hohenlied in Rufins und Hieronymus’ Übersetzungen, hrsg. von Wilhelm Baehrens (GCS 33), Leipzig 1925. | Homélies sur Jérémie. Tome I: Homélies I–XI; Tome II: Homélies XII–XX et Homélies latines, traduction par Pierre Husson, Pierre Nautin, édition, introduction et notes par Pierre Nautin, Paris 1976. 1977. | | Die Homilien zum Buch Jeremia, hrsg. von Alfons Fürst, Berlin / Boston 2018.                                | |
| in Hiez. frg.     | Kommentierung des Buchs Ezechiel (Fragmente)           | | | | | |
| in Hiez. hom.     | Homilien zum Buch Ezechiel                             | Homilien zu Samuel I, zum Hohelied und zu den Propheten. Kommentar zum Hohenlied in Rufins und Hieronymus’ Übersetzungen, hrsg. von Wilhelm Baehrens (GCS 33), Leipzig 1925. | Homélies sur Ézéchiel, texte latin, introduction, traduction et notes par Marcel Borret, Paris 1989. | | (geplant)                                                                                                   | |
| in Lam. frg.      | Kommentierung der Klagelieder Jeremias (Fragmente)     | Jeremiahomilien. Klageliederkommentar. Erklärung der Samuel- und Königsbücher, hrsg. von Erich Klostermann (GCS 6), Leipzig 1901; hrsg. von Pierre Nautin, Berlin21983 | | | (geplant)                                                                                                   | |
| in Iob frg.       | Kommentierung des Buchs Hiob (Fragmente)               | | | | (geplant)                                                                                                   | |
| in Prov. frg.     | Kommentierung des Buchs der Sprüche (Fragmente)        | | | | | |
| in Eccl. frg.     | Kommentierung des Buchs Kohelet (Fragmente)            | | | | | |
| in Matth. comm.   | Kommentar zum Matthäusevangelium                       | Matthäuserklärung I: Die griechisch erhaltenen Tomoi, unter Mitwirkung von Ernst Benz hrsg. von Erich Klostermann (GCS 40), Leipzig 1935. Matthäuserklärung II: Die lateinische Übersetzung der Commentariorum series, unter Mitwirkung von Ernst Benz hrsg. von Erich Klostermann (GCS38), Leipzig 1933; bearb. und hrsg. von Ulrike Treu, Berlin 21976. Matthäuserklärung III: Fragmente und Indices. Erste Hälfte, unter Mitwirkung von Ernst Benz hrsg. von Erich Klostermann (GCS 41/1), Leipzig 1941. Matthäuserklärung III: Fragmente und Indices. Zweite Hälfte, hrsg. von Ernst Klostermann, Ludwig Früchtel (GCS 41/2), Berlin 1955; bearb. und hrsg. von Ulrike Treu, Berlin 21968. | Commentaire sur l’Évangile selon Matthieu. Tome I (Livres X et XI), introduction, traduction et notes par Robert Girod, Paris 1970. | | (geplant)                                                                                                   | |
| in Luc. frg.      | Kommentierung des Lukasevangeliums (Fragmente)         | Die Homilien zu Lukas in der Übersetzung des Hieronymus und die griechischen Reste der Homilien und des Lukas-Kommentars, hrsg. von Max Rauer (GCS 35), Leipzig 1930 (21959 = GCS 49). | | | | |
| in Luc. hom.      | Homilien zum Lukasevangelium                           | Die Homilien zu Lukas in der Übersetzung des Hieronymus und die griechischen Reste der Homilien und des Lukas-Kommentars, hrsg. von Max Rauer (GCS 35), Leipzig 1930 (21959 = GCS 49). | Homélie sur saint Luc. Texte latin et fragments grecs, introduction, traduction et notes par Henri Crouzel, François Fournier, Pierre Périchon, Paris 1962. | In Lucam homiliae: Lateinischer Text, griechische Fragmente und deutsche Übersetzung. 2 Bände, hrsg. von Hermann Josef Sieben, Freiburg / Basel / Wien 1991–1992.               | (geplant)                                                                                                   | |
| in Ioh. comm.     | Kommentar zum Johannesevangelium                       | Der Johanneskommentar, hrsg. von Erwin Preuschen (GCS 10), Leipzig 1903 | Commentaire sur saint Jean. Tome I (Livres I–V); Tome II (LivresVIet X); Tome III (Livre XIII); Tome IV (Livres XIX et XX); Tome V (Livres XXVIII et XXXII), texte critique (grec), avant-propos (introduction), traduction et notes par Cécile Blanc, Paris 1966 (21996). 1970. 1975 (22006). 1982. 1992. | | (geplant)                                                                                                   | |
| in Rom. comm.     | Kommentar zum Römerbrief                               | | | Commentarii in epistulam ad Romanos: Lateinischer Text, griechische Fragmente und deutsche Übersetzung. 6 Bände, hrsg. von Theresia Heither, Freiburg / Basel / Wien 1990–1996. | (geplant)                                                                                                   | Caroline Hammond Bammel: Der Römerbriefkommentar des Origenes. Kritische Ausgabe der Übersetzung Rufins. Buch 1–3, Freiburg / Basel / Wien 1990; Buch 4–6, Freiburg / Basel / Wien 1997; Buch 7–10 Freiburg / Basel / Wien 1998. |
| in 1 Cor. frg.    | Kommentierung des 1. Korintherbriefs (Fragmente)       | | | | (geplant)                                                                                                   | Claude Jenkins: Origen on I Corinthians. In: Journal of Theological Studies, Band 9 (1908), S. 231–247. |
| in Eph. frg.      | Kommentierung des Epheserbriefs (Fragmente)            | | | | (geplant)                                                                                                   | J. A. F. Gregg: The Commentary of Origen upon the Epistle to the Ephesians. In: Journal of Theological Studies, Band 3 (1902), S. 233–244. 398–420. 554–576. |
| princ.            | Von den Prinzipien                                     | De principiis, hrsg. von Paul Koetschau (GCS 22), Leipzig 1913. | Traité des principes. Tome I (Livres I et II), introduction, texte critique de la version de Rufin, traduction; Tome II (Livres I et II), commentaire et fragments; Tome III (Livres III et IV), introduction, texte critique de la Philocalie et de la version de Rufin, traduction; Tome IV (Livres III et IV), commentaire et fragments; Tome V, compléments et index par Henri Crouzel, Manilo Simonetti, Paris 1978. 1980. 1984. | | (geplant)                                                                                                   | Vier Bücher von den Prinzipien, hrsg. von Herwig Görgemanns und Heinrich Karpp, Darmstadt 1976. 21985. On First Principles (= Oxford Early Christian Texts), hrsg. und ins Englische übersetzt von John Behr, Oxford 2017, 2 Bände. |
| Cels.             | Apologie gegen Celsus                                  | Die Schrift vom Martyrium. Buch I–IV gegen Celsus, hrsg. von Paul Koetschau (GCS 2), Leipzig 1899 Buch V–VIII gegen Celsus. Die Schrift vom Gebet, hrsg. von Paul Koetschau (GCS 3), Leipzig 1899 | Contre Celse. Tome I (Livres I et II); Tome II (Livres II Iet IV); Tome III (Livres V et VI); Tome IV (Livres VII et VIII), introduction, texte critique, traduction et notes par Marcel Borret, Paris 1967. 1968. 1969. Contre Celse. Tome V, introduction générale, tables et index par Marcel Borret, Paris 1976. | Contra Celsum. Griechischer Text und deutsche Übersetzung. 5 Bände, hrsg. von Michael Fiedrowicz, übers. von Claudia Barthold, Freiburg / Basel / Wien 2011–2012.               | (geplant)                                                                                                   | Contra Celsum libri VIII, hrsg. von Miroslav Marcovich (= Vigiliae Christianae, Supplements, Band 54), Leiden / Boston / Köln 2001. |
| orat.             | Über das Gebet                                         | Buch V–VIII gegen Celsus. Die Schrift vom Gebet, hrsg. von Paul Koetschau (GCS 3), Leipzig 1899 | | | Über das Gebet, hrsg. von Maria-Barbara von Stritzky, Berlin / Boston 2014.                                 | |
| exhort. mart.     | Aufforderung zum Martyrium                             | Die Schrift vom Martyrium. Buch I–IV gegen Celsus, hrsg. von Paul Koetschau (GCS 2), Leipzig 1899 | | | Aufforderung zum Martyrium, hrsg. von Maria-Barbara von Stritzky, Berlin / Boston 2010.                     | |
| dial.             | Gespräch mit Herakleides                               | | Entretien avec Héraclide, introduction, texte, traduction et notes par Jean Scherer, Paris 22002. | | (geplant)                                                                                                   | |
| pasch.            | Über das Pascha                                        | | | | (geplant)                                                                                                   | Origène, Sur la Pâque, traité inédit publié d’après un papyrus de Toura par Octave Guéraud, Pierre Nautin (= Christianisme Antique, Band 2), Paris 1979. Bernd Witte: Die Schrift des Origenes „Über das Passa“: Textausgabe ind Kommentar (= Arbeiten zum spätantiken und koptischen Ägypten, Band 4). Oros, Altenberge 1993. (Digitalisat) |
| epist. Afric.     | Brief an Julius Africanus                              | | Philocalie 1–20 (Sur les Écritures), introduction, texte, traduction et notes par Marguerite Harl; La lettre à Africanus sur l’histoire de Suzanne, introduction, texte, traduction et notes par Nicholas de Lange, Paris 1983. | | Briefe, hrsg. von Alfons Fürst und Maren Niehoff, Berlin / Boston 2025.                                     | |
| epist. Greg.      | Brief an Gregorios Thaumaturgos                        | | Grégoire le Thaumaturge, Remerciement à Origène, suivi de la lettre d’Origène à Grégoire, texte grec, introduction, traduction et notes par Henri Crouzel, Paris 1969. | | Briefe, hrsg. von Alfons Fürst und Maren Niehoff, Berlin / Boston 2025.                                     | |
| epist. frg.       | Fragmente von Briefen                                  | | | | Briefe, hrsg. von Alfons Fürst und Maren Niehoff, Berlin / Boston 2025.                                     | |
| Hex.              | Hexapla                                                | | | | | Frederick Field (Hrsg.): Origenis hexaplorum quae supersunt: sive veterum interpretum Graecorum in totum vetus testamentum fragmenta. Post Flaminium nobilium, Drusium, et Montefalconium, adhibita etiam versione Syro-Hexaplari. 2 Bände. Clarendonianus, Oxford 1875 (Band 1: Genesis – Esther; Band 2: Hiob – Maleachi).                 |
| res. frg.         | Über die Auferstehung (Fragmente)                      | | | | | |
| strom. frg.       | Stromateis (Fragmente)                                 | | | | | |
| philoc.           | Philokalie                                             | | Philocalie 1–20 (Sur les Écritures), introduction, texte, traduction et notes par Marguerite Harl; La lettre à Africanus sur l’histoire de Suzanne, introduction, texte, traduction et notes par Nicholas de Lange, Paris 1983. Philocalie 21–27 (Sur le libre arbitre), introduction, texte, traduction et notes par Éric Junod, Paris 1976.                                                                                         | | | |